# 郡殿の池
郡殿の池（こおりどんのいけ）は、新潟県小千谷市大字西吉谷（にしよしだに）にある0.7haの池。県指定文化財に指定されている。

## 概要
小千谷市街地より南西へ約4.5kmの標高230mの山中に位置する。市街地側の山麓下の道路には弁財天の大鳥居と案内板がある。
池には大小20数個の浮島がある。池周辺では30数種のトンボ類が確認されており、新潟県内では珍しいマダラナニワトンボや主に高地の湿地に生息するオゼイトトンボなども生息している。浮島は、尾瀬や霧ヶ峰と出来方は違うが、浮島上の植物は共通のものが多い。池周辺には弁財天の社や「おいよの墓」などがある。池には竜神様が住んでいるといわれ、数多くの伝説がある。
- 1972年4月1日に「郡殿の池生物と浮島」として小千谷市指定文化財に指定。
- 1979年2月20日に池と周辺の原野の4.8haが新潟県自然環境保全地域に指定（保全対象：湖沼・コオニユリ―カキツバタ群落）。池は特別地区及び野生動植物保護地区に指定。
- 2004年に「郡殿の池」として新潟県指定文化財に指定。

## 伝説

### 長岡市釜が島のおいよ伝説
小千谷市坪野においよという娘がいた。父とおいよが野良仕事へ行った際、父が蛇に悪戯をし、蛇がぐったりすると父はかわいそうに思い「おいよが大人になったら嫁に遣る」と冗談を言った。数年後、父が野良仕事から帰る途中、道端に五升入の酒樽があり、家に持ち帰り、飲みつくしてしまった。そして、おいよが光徳寺の多屋講に出かけ、途中、焼田の淵の渡し舟にのった。船は淵の真ん中でとまってしまい、一緒に舟に乗っていた一人が「この中に池の主に見込まれている者がいる。皆が持ち物を淵に入れろ」と言い、おいよは手拭いを淵に入れた。すると、手拭いは淵に吸い込まれ、おいよは周りの人々に淵へ落とし入れられた。その話を聞いた父は、焼田の淵へ行き、おいよを呼ぶと、暴風雨が起こり、淵から出てきたのは竜神の姿だった。

### 小千谷市吉谷のおいよ伝説
小千谷市坪野においよという娘がいた。おいよが赤ちゃんの頃、お婆さんが庭で小便をさせていると、蛇にかかり、お婆さんは「おいよが大人になったら嫁に遣る」と言った。おいよが7歳の頃、庭に酒が置かれていた。その酒はいくら飲んでも無くならなかった。おいよが14歳の頃、両親と光徳寺の多屋講に出かけ、焼田の淵の渡し舟に乗ると、淵の真ん中で止まってしまった。船頭が「この中に池の主に見込まれている者がいる。皆、自分の持ち物を淵に下げてみろ」と言った。おいよが手拭いを入れると、引っ張れ、池へ沈んでいった。両親がおいよを呼ぶと、おいよはお嫁さんの姿になち、水上に現れ、また水中へ沈んでいった。再び両親がおいよを呼ぶと、龍の姿になり現れた。何年か後、おいよが実家へお産に来た。母に「21日間はお産の部屋をみるな」と言った。しかし、母が部屋を覗いてしまうと、おいよもその子も蛇の姿だった。

### おいよくどき
おいよの事件を口説き節にして伝えたもの。
あわれなるかや　坪野のおいよ　七つ八つから　蛇に見込まれて　今わ　十三　つぼみの花よ　花にたとえて　申そうならば　冬も咲くよな　水仙花よ　春も咲くよな　桃　桜花　釜が島とて　川中島で　寺は一か寺　光徳寺様　頃は三月　十八日講　寺の役目で　多屋講がござる　むかし　焼田の　荒川なれば　みんな乗らんで　残れとおっしゃる　それも聞かずに　みな乗り込んで　つめもつめたよ　七十余人　岸をはなれて　一丁ばかり　さおをさせども　舟は動かず　船の中へと　波打ち込んで　わっとなる声　天地ひびく　帯を流して　手拭い下げて　人の流れる　くもの子如く　笠の流れる　蓮の葉の如く　助け舟とは　木の葉の如く　二隻　三隻の　小舟じゃならぬ　半死半生で　岸へと上がる　岸へ上がって　人あらためる　たんだ一人　おいよが見えぬ　おいよの母親　それを聞くより　わが子　一人　どうしたものよ　わけを正して　死骸が見たい　おん神様へと　お願い上げて　川の中へ　大網おろす　川の中から　女子が一人　帯もしないで　手拭い腰に　さあさ　これから　吉谷の池へ　さあさ　これから　吉谷の池へ

### その他
- 他にもおいよのように、娘と竜神が出てくる伝説がいくつかある。 
  - 父と娘が山仕事へ行くと、蛇が蛙を食べようとしていて、父は「娘が大きくなったら嫁に遣る」と言った。娘が大きくなったとき、若い男の姿をした蛇が来て、「約束どおり娘を嫁にしたい」と言って来た。父は、祟りも怖く、約束もしてしまった故、仕方なく、9月の十五夜に嫁に遣ると約束した。ある晩、婆さんの姿をした蛙が来て、助けてくれた恩に蛇の弱点を教えた。9月の十五夜、若い男の姿の蛇におぶられ池の中へ入るとき、針を若い男に刺した。若い男は池へ沈み、乗ってきた輿は池に落ちて浮島になったという。
  - 昔、土川に郡司の館があり、郡殿と呼ばれていた。郡殿には姫がいて、池の主は一目惚れしたという。翌日から池の主は男性に化け、姫と会った。ある日、姫を嫁にしたいと郡殿にお願いした。その際、自分が池の主ということも明かした。祟りも怖いので姫も諦め、嫁入りした。郡殿は娘が池の主の嫁になった事に気落ちして、郡司をやめてしまったという。その後、日照りや大水にもその家だけあわなかったという。
- おいよが沈んだ焼田の淵と郡殿の池は底で繋がっているという。
- 浦柄に龍が池があり、そこの池の主は山伏に化け、毎晩若者達と仲良くしていた。ある日、トラブルがあり、古鉈や古鎌を池へ投げ込んだ。そして、池の主は故郷の郡殿の池へ帰ってしまった。

## アクセス
- 関越自動車道 小千谷ICより車で約35分。